# Alfonso Celis junior

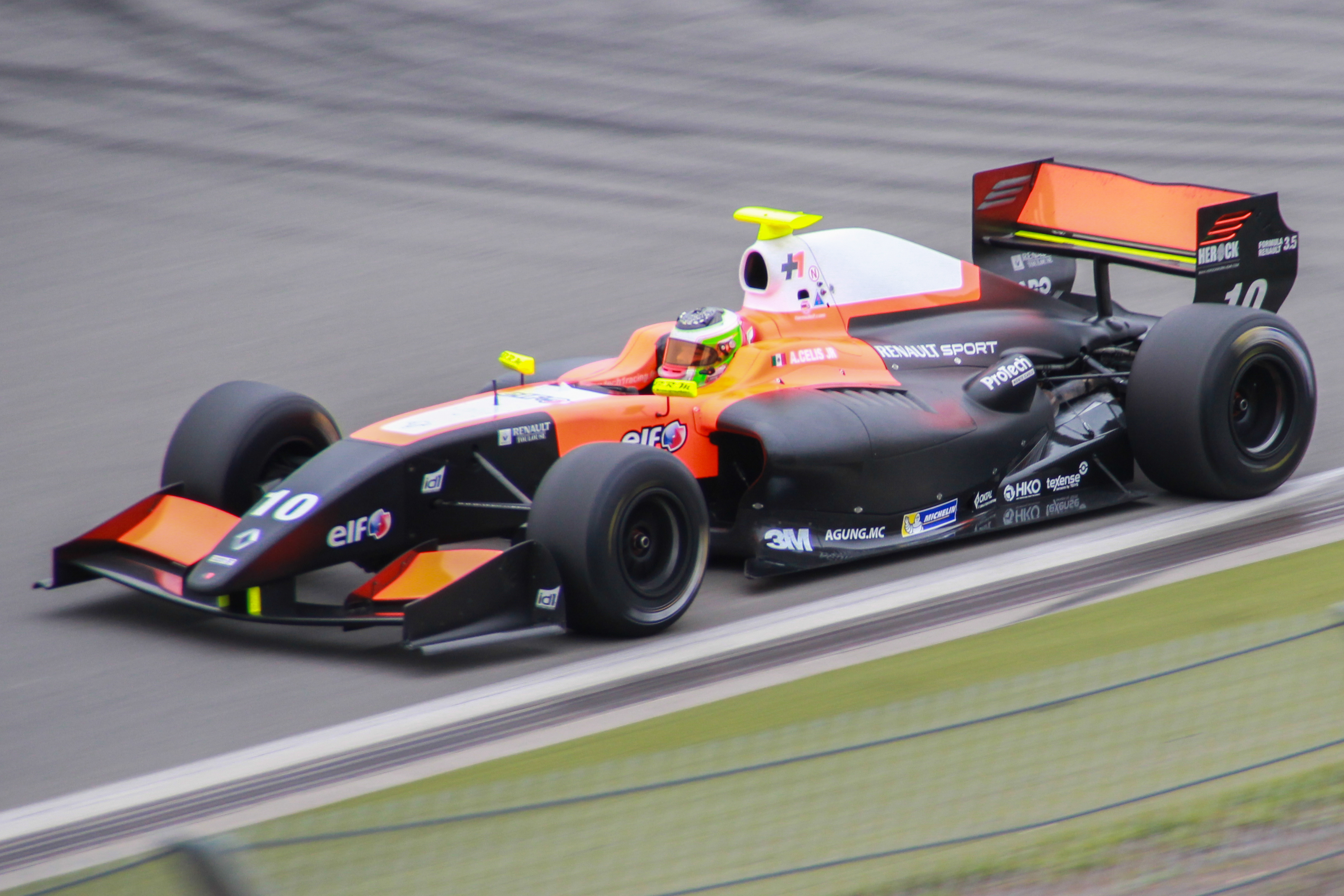
Alfonso Celis jr beim ersten Rennen der Formel Renault 3.5 auf dem Nürburgring 2014

Alfonso Celis junior (* 18. September 1996 in Mexiko-Stadt) ist ein mexikanischer Automobilrennfahrer. Er startete von 2014 bis 2017 in der Formel V8 3.5.

## Karriere
Celis begann seine Motorsportkarriere 2009 im Kartsport, in dem er bis 2011 aktiv blieb. 2011 debütierte er zudem im Tourenwagensport und gewann die Campeonato Turismos de Velocidad 1800cc mit fünf Siegen aus sieben Rennen. Darüber hinaus nahm er in der LATAM Challenge Series an zwei Formelsportrennen teil. 2012 absolvierte Celis den Formula BMW Talent Cup, einen Ausbildungswettbewerb.
2013 startete Celis in mehreren Formelsport-Meisterschaften. Er wurde zunächst Dritter der Winterserie der Panam GP Series. In der anschließenden Hauptserie gewann er ein Rennen und erreicht den siebten Gesamtrang. In Europa trat er für Fortec Competition in der nordeuropäischen Formel Renault an. Mit einem dritten Platz als bestem Ergebnis lag Celis am Saisonende auf dem 14. Platz im Gesamtklassement. Darüber hinaus nahm Celis für Fortec an je einem Rennwochenende der britischen und europäischen Formel-3-Meisterschaft teil.
2014 erhielt Celis ein Cockpit bei Status Grand Prix und trat für den Rennstall in der GP3-Serie an. Während seine Teamkollegen Nick Yelloly und Richie Stanaway Rennen gewannen und regelmäßig punkteten, erzielte Celis mit einem siebten Platz nur einmal Punkte. Er beendete die Saison auf dem 21. Gesamtrang. Darüber hinaus nahm Celis für Tech 1 Racing an einer Veranstaltung der Formel Renault 3.5 und für Fortec Motorsports an einer Veranstaltung der europäischen Formel-3-Meisterschaft teil. Anfang 2015 trat Celis für Giles Motorsport in der Toyota Racing Series an. Er wurde 17. in der Fahrerwertung. Anschließend absolvierte Celis ein Doppelprogramm. Für ART Grand Prix trat er in der GP3-Serie an. Dort schloss er die Saison mit einem dritten Platz als bestem Resultat auf dem zwölften Platz der Fahrerwertung ab. Für AVF startete er in der Formel Renault 3.5. Mit einem vierten Platz als bestem Ergebnis erreichte er den 16. Gesamtrang. Darüber hinaus wurde Celis im November 2015 zum Testfahrer des Formel-1-Rennstalls Force India.
2016 blieb Celis bei AVF in der Formel V8 3.5, der umbenannten Formel Renault 3.5. Während sein Teamkollege Tom Dillmann den Meistertitel gewann, verbesserte sich Celis mit einem dritten Platz als bestem Ergebnis auf den elften Meisterschaftsrang. Darüber hinaus blieb Celis 2016 Formel-1-Testfahrer bei Force India.

## Statistik

### Karrierestationen
| - 2009–2011: Kartsport - 2011: Campeonato Turismos de Velocidad 1800cc (Meister) - 2011: LATAM Challenge Series (Platz 15) - 2012: Formula BMW Talent Cup - 2013: Panam GP Series, Winterserie (Platz 3) - 2013: Panam GP Series (Platz 7) - 2013: Nordeuropäische Formel Renault (Platz 14) - 2013: Europäische Formel 3 | - 2013: Britische Formel 3 (Platz 11) - 2014: GP3-Serie (Platz 21) - 2014: Formel Renault 3.5 (Platz 27) - 2014: Europäische Formel 3 - 2015: Toyota Racing Series (Platz 17) - 2015: GP3-Serie (Platz 12) - 2015: Formel Renault 3.5 (Platz 16) - 2015: Formel 1 (Testfahrer) | - 2016: Formel V8 3.5 (Platz 11) - 2016: Formel 1 (Testfahrer) - 2017: World Series Formel V8 3.5 (Platz 3) - 2017: Formel 1 (Testfahrer) - 2018: IndyCar Series (Platz 36) - 2018: Indy Lights (Platz 11) |

### Einzelergebnisse in der europäischen Formel-3-Meisterschaft
| Jahr | Team               | Motor    | 1   | 2   | 3   | 4   | 5   | 6   | 7   | 8   | 9   | 10  | 11  | 12  | 13  | 14  | 15  | 16  | 17  | 18  | 19  | 20  | 21  | 22  | 23  | 24  | 25  | 26  | 27  | 28  | 29  | 30  | 31  | 32  | 33  | Punkte | Rang |
| ---- | ------------------ | -------- | --- | --- | --- | --- | --- | --- | --- | --- | --- | --- | --- | --- | --- | --- | --- | --- | --- | --- | --- | --- | --- | --- | --- | --- | --- | --- | --- | --- | --- | --- | --- | --- | --- | ------ | ---- |
| 2013 | Fortec Motorsports | Mercedes | MON | MON | MON | SIL | SIL | SIL | HO1 | HO1 | HO1 | BRH | BRH | BRH | SPI | SPI | SPI | NOR | NOR | NOR | NÜR | NÜR | NÜR | ZAN | ZAN | ZAN | VAL | VAL | VAL | HO2 | HO2 | HO2 |     |     |     | 0      | –    |
| 2013 | Fortec Motorsports | Mercedes |     |     |     |     |     |     |     |     |     |     |     |     |     |     |     |     |     |     |     |     |     | DNF | 17  | DNF |     |     |     |     |     |     |     |     |     | 0      | –    |
| 2014 | Fortec Motorsports | Mercedes | SIL | SIL | SIL | HO1 | HO1 | HO1 | PAU | PAU | PAU | HUN | HUN | HUN | SPA | SPA | SPA | NOR | NOR | NOR | MOS | MOS | MOS | SPI | SPI | SPI | NÜR | NÜR | NÜR | IMO | IMO | IMO | HO2 | HO2 | HO2 | 0      | –    |
| 2014 | Fortec Motorsports | Mercedes |     |     |     |     |     |     |     |     |     |     |     |     |     |     |     |     |     |     |     |     |     | 19  | 15  | DNF |     |     |     |     |     |     |     |     |     | 0      | –    |

### Einzelergebnisse in der GP3-Serie
| Jahr | Team              | 1   | 2   | 3   | 4   | 5   | 6   | 7   | 8   | 9   | 10  | 11  | 12  | 13  | 14  | 15  | 16  | 17  | 18  | Punkte | Rang |
| ---- | ----------------- | --- | --- | --- | --- | --- | --- | --- | --- | --- | --- | --- | --- | --- | --- | --- | --- | --- | --- | ------ | ---- |
| 2014 | Status Grand Prix | ESP | ESP | AUT | AUT | GBR | GBR | GER | GER | HUN | HUN | BEL | BEL | ITA | ITA | RUS | RUS | UAE | UAE | 2      | 21.  |
| 2014 | Status Grand Prix | 18  | DNF | DNF | 19  | 16  | 10  | DNF | 23* | 16  | 22  | 12  | 15  | 16  | DNF | 16  | 7   | 16  | DNF | 2      | 21.  |
| 2015 | ART Grand Prix    | ESP | ESP | AUT | AUT | GBR | GBR | HUN | HUN | BEL | BEL | ITA | ITA | RUS | RUS | BRN | BRN | UAE | UAE | 24     | 12.  |
| 2015 | ART Grand Prix    | 10  | 10  | 15  | DNF | 13  | 11  | 18  | 15  | 6   | 3   |     |     | 13  | 12  | 8   | 8   | DNF | 19  | 24     | 12.  |

### Einzelergebnisse in der Formel Renault 3.5 / Formel V8 3.5 / World Series Formula V8 3.5
| Jahr | Team              | 1   | 2   | 3   | 4   | 5   | 6   | 7   | 8   | 9   | 10  | 11  | 12  | 13  | 14  | 15  | 16  | 17  | 18  | Punkte | Rang |
| ---- | ----------------- | --- | --- | --- | --- | --- | --- | --- | --- | --- | --- | --- | --- | --- | --- | --- | --- | --- | --- | ------ | ---- |
| 2014 | Tech 1 Racing     | MNZ | MNZ | ALC | ALC | MON | SPA | SPA | MOS | MOS | NÜR | NÜR | HUN | HUN | LEC | LEC | JRZ | JRZ |     | 0      | 27.  |
| 2014 | Tech 1 Racing     |     |     |     |     |     |     |     |     |     | 16  | 12  |     |     |     |     |     |     |     | 0      | 27.  |
| 2015 | AVF               | ALC | ALC | MON | SPA | SPA | HUN | HUN | SPI | SPI | SIL | SIL | NÜR | NÜR | LMS | LMS | JRZ | JRZ |     | 17     | 16.  |
| 2015 | AVF               | DNF | 8   | DNF | 13  | 11  | 14  | 16  | DNF | 12  | 13  | 12  | 10  | 4   | DNF | 16  | 15  | DNF |     | 17     | 16.  |
| 2016 | AVF               | ALC | ALC | HUN | HUN | SPA | SPA | LEC | LEC | SIL | SIL | SPI | SPI | MNZ | MNZ | JER | JER | CAT | CAT | 55     | 11.  |
| 2016 | AVF               | 6   | 8   | DNF | DNF | 10  | 3   | 11  | 8   | DNF | 11  | 4   | 7   | 9   | 10  | DNF | 9   | DNF | 13  | 55     | 11.  |
| 2017 | Fortec Motorsport | SIL | SIL | SPA | SPA | MNZ | MNZ | JER | JER | ALC | ALC | NÜR | NÜR | MEX | MEX | COA | COA | BRN | BRN | 204    | 3.   |
| 2017 | Fortec Motorsport | 3   | 6   | 1   | 3   | 4   | DNF | 6   | 4   | 3   | 2   | 2   | 8   | 5   | 2   | 8   | 5   | 6   | 8   | 204    | 3.   |

### Einzelergebnisse in der IndyCar Series
| Jahr | Team          | 1   | 2   | 3   | 4   | 5   | 6    | 7   | 8   | 9   | 10  | 11  | 12  | 13  | 14  | 15  | 16  | 17  | Punkte | Rang |
| ---- | ------------- | --- | --- | --- | --- | --- | ---- | --- | --- | --- | --- | --- | --- | --- | --- | --- | --- | --- | ------ | ---- |
| 2018 | Juncos Racing | STP | PHO | LBH | ALA | IMS | INDY | DET | DET | TXS | ROA | IOW | TOR | MDO | POC | STL | POR | SNM | 23     | 36.  |
| 2018 | Juncos Racing |     |     |     |     |     |      |     |     |     | 20  |     |     |     |     |     | 17  |     | 23     | 36.  |

(Legende)